# Krzysztof Ziembiński
Krzysztof Ziembiński (ur. 29 lipca 1935 w Warszawie, zm. 4 stycznia 2009 w Olsztynie) – polski aktor, pedagog i reżyser teatralny. Jego ojcem był Zbigniew Ziembiński, również aktor i reżyser, zwany ojcem współczesnego teatru brazylijskiego. Współzałożyciel wraz z Krzysztofem Rauem białostockiej filii warszawskiej PWST. 
Absolwent Państwowej Wyższej Szkoły Teatralnej w Warszawie. Uczeń między innymi Aleksandra Zelwerowicza i Zofii Małynicz. Na deskach teatralnych debiutował w 1958 r., w Teatrze Powszechnym w Łodzi. Jako aktor występował między innymi w Teatrze im. Mickiewicza w Częstochowie, Teatrze im. Wilama Horzycy w Toruniu, Teatrze im. Aleksandra Węgierki w Białymstoku, Teatrze im. Juliusza Osterwy w Lublinie, Teatrach: Nowym i Polskim w Poznaniu, Teatrze w Zielonej Górze, Teatrze Polskim w Szczecinie, Teatrze im. Jaracza w Olsztynie, Słupskim Teatrze Dramatycznym, a od 1992 r., także w Bałtyckim Teatrem Dramatycznym w Koszalinie.
W latach 1984–1990 piastował funkcję dyrektora naczelnego oraz artystycznego Teatru im. Stefana Jaracza w Olsztynie, a w latach 1990–1992 kierownika literackiego Słupskiego Teatru Dramatycznego. W 1997 r., wraz z żoną Haliną założył Studio Artystyczne Poezji i Piosenki przy Miejskim Ośrodku Kultury w Koszalinie (obecnie Centrum Kultury 105).
Członek Związku Artystów Scen Polskich (od 1984 członek Zarządu Głównego. Członek Związku Młodzieży Polskiej (1950-1956), Zrzeszenia Studentów Polskich (1953-1957) oraz PZPR (od 1978). Delegat na X Zjazd PZPR (1986), członek Komitetu Wojewódzkiego w Olsztynie.

## Odznaczenia
- Krzyż Kawalerski Orderu Odrodzenia Polski
- Złoty Krzyż Zasługi
- Medal 40-lecia Polski Ludowej
- Odznaka Zasłużonego Działacza Kultury
- Odznaka honorowa „Zasłużony Białostocczyźnie”